# بروتسلاند
بروتسلاند هي منطقة تقع بين نامبيا و‌بوتسوانا و‌زيمبابوي و‌زامبيا و‌أنغولا. هي موطن الشعب اللوزي أو البروتسي أو المالوزي وهم مجموعة متحدة تتكون من أكثر من 20 قبيلة فردية متنوعة سابقًا مرتبطين بصلة القرابة، والذين ينحدرون من اللوي (المالوي)، ويستوعبون كذلك قبيلة السوثو الشمالية من جنوب أفريقيا والتي تعرف باسم الماكولولو.

## وصلات خارجية
- الموقع الرسمي
- الموقع الرسمي